# Corregencia
La corregencia es la forma de gobernar en la que un monarca ejerce sus funciones conjuntamente con otra persona: el corregente. Normalmente se establecía entre el rey y su hijo heredero, aunque podía ser con otras personas de la familia real, la nobleza o más raramente con altos dignatarios del Estado.

## Imperio Romano
Durante el Imperio Romano, era común que el emperador principal designase a su sucesor como César, en algunas ocasiones incluso adoptándolos como sus hijos. Aunque este título solía tener un carácter simbólico, esto se volvió un procedimiento estándar durante la Tetrarquía. Un ejemplo es cuando el emperador Justino I designó a su sobrino Justiniano como coemperador poco antes de morir. Este sistema se mantuvo prácticamente sin cambios hasta el período Paleólogo  del Imperio, cuando Andrónico II le otorgó a su hijo Miguel el título de coemperador con unas capacidades y autoridad equivalentes a la del emperador principal.
Hubo momentos en los que hubo más de un coemperador a la vez, como es el caso de Romano I con sus hijos y Constantino VII, o el de Juan I Tzimisces, que tuvo como corregentes a los menores Basilio II y Constantino VIII.

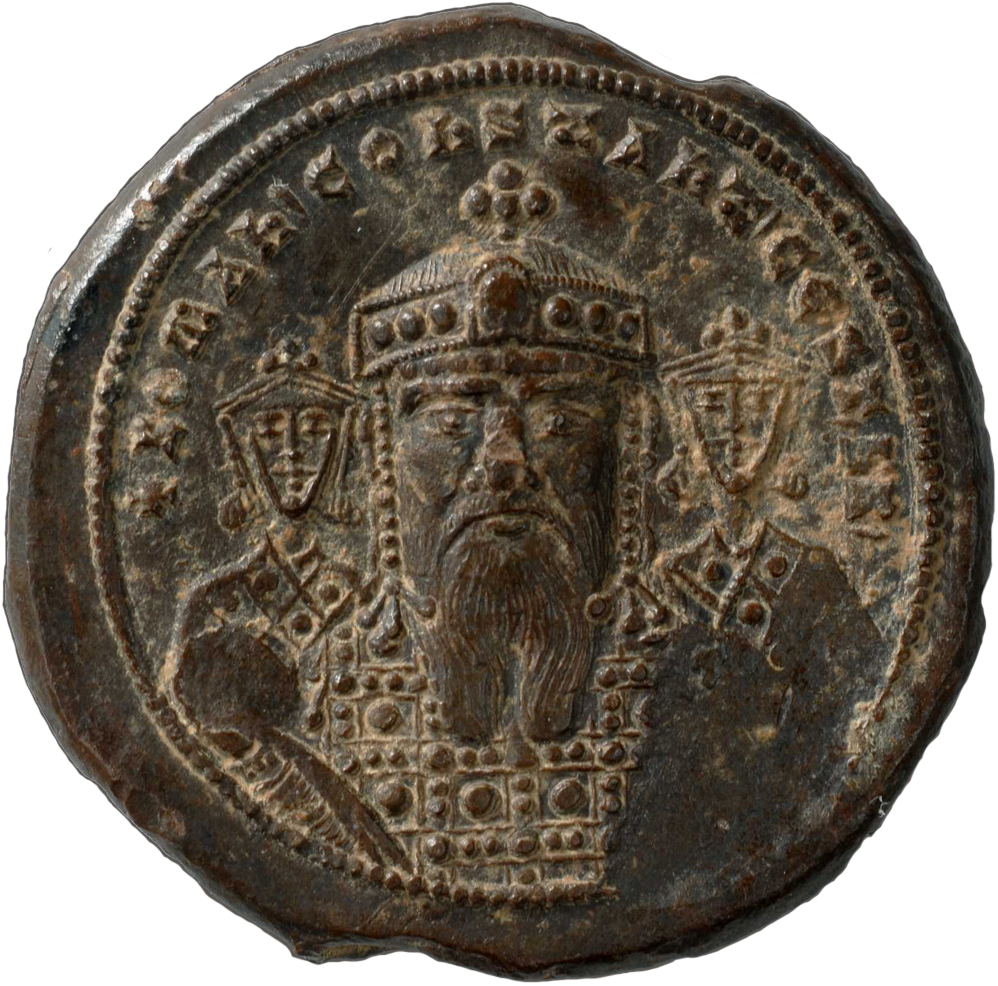
Romano I (centro) con Constantino VII (izquierda) y su hijo Esteban (derecha)

## Andorra
Una corregencia existe hoy en día en Andorra, donde dos coprincipes ejercen de jefes de Estado, siendo estos el obispo de Urgel y el presidente de Francia

## Antiguo Egipto
La corregencia fue una práctica habitual en el Antiguo Egipto, posiblemente porque cumplía dos importantes funciones: el aprendizaje del futuro soberano y un modo de confirmar la decisión del faraón sobre quien sería su heredero.

### Gobernantes corregentes del Antiguo Egipto
En el Antiguo Egipto, algunos de los gobernantes que ejercieron su reinado en corregencia son los siguientes:
- Imperio Medio de Egipto
  - Dinastía XI

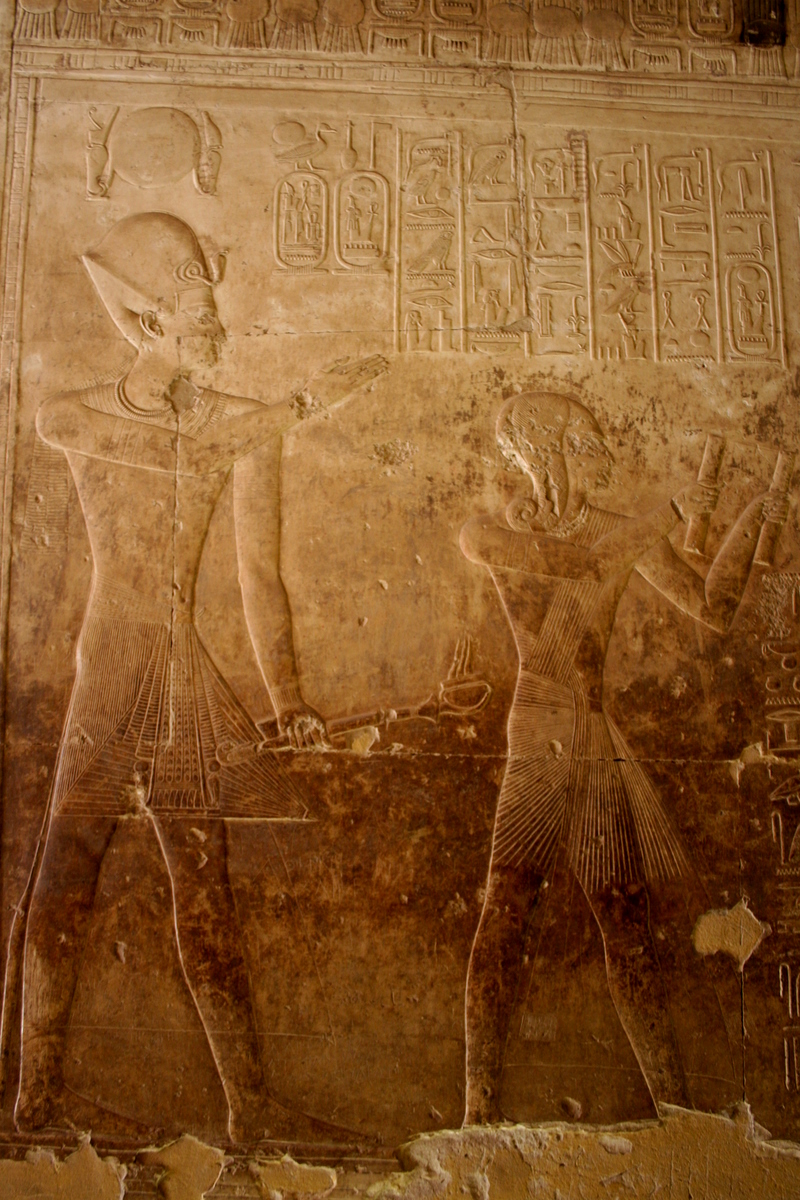
Seti I y su hijo Ramsés II, su futuro corregente. Bajorrelieve del templo de Abidos

    - Mentuhotep I con su hijo Intef I

  - Dinastía XII
    - Amenemhat I con su hijo Sesostris I
    - Amenemhat II con su hijo Sesostris II
    - Amenemhat III con Amenemhat IV

- Imperio Nuevo de Egipto
  - Dinastía XVIII
    - Amosis I con su hijo Amenofis I
    - Amenofis III con su hijo Ajenatón (Amenofis IV)
    - Ajenatón con su esposa Nefertiti ?
    - Ajenatón con Semenejkara ?
    - Horemheb con su chaty Ramsés I

  - Dinastía XIX
    - Ramsés I con su hijo Seti I
    - Seti I con su hijo Ramsés II

- Tercer periodo intermedio de Egipto
  - Dinastía XXI
    - Neferjeres con su hermano Psusenes I
    - Psusenes I con su hijo Amenemopet

  - Dinastía XXIII
    - Padibastet con su hijo Iuput I
    - Osorcón III con su hijo Takelot III

- Periodo tardío de Egipto
  - Dinastía XXX
    - Nectanebo I con su hijo Teos

- Período helenístico de Egipto
  - Dinastía Ptolemaica
    - Ptolomeo VI con su madre Cleopatra I, su esposa-hermana Cleopatra II y su hermano Ptolomeo VIII (primer reinado)
    - Ptolomeo VI con Cleopatra I, Cleopatra II, Ptolomeo VIII, y su hijo Ptolomeo VII
    - Ptolomeo VIII con su hermano Ptolomeo VI y su esposa-hermana Cleopatra II (primer reinado)
    - Ptolomeo VIII con su madre Cleopatra I y su hermana Cleopatra II
    - Cleopatra III con su tío-esposo Ptolomeo VIII y su tía Cleopatra II (primer reinado)
    - Cleopatra III con Ptolomeo VIII, Cleopatra II, su hijos Ptolomeo IX y Ptolomeo X
    - Ptolomeo IX con su madre Cleopatra III y su esposa Cleopatra IV (primer reinado)
    - Ptolomeo X con su madre Cleopatra III (primer reinado)
    - Ptolomeo X con su madre Cleopatra III y su esposa-sobrina Berenice III
    - Ptolomeo XI con su esposa-prima Berenice III
    - Ptolomeo XII con su esposa-hermana Cleopatra V y su hija Cleopatra VI (primer reinado)
    - Cleopatra V con su hija Berenice IV
    - Ptolomeo XII con su hija Cleopatra VII
    - Cleopatra VII con su esposo-hermano Ptolomeo XIII, su esposo-hermano Ptolomeo XIV y su hijo Cesarión